# كونشاتا فيريل
كونشاتا فيريل (بالإنجليزية: Conchata Ferrell) (28 مارس 1943 في تشارلستون - الولايات المتحدة - 12 أكتوبر 2020) ممثلة أمريكية.

## حياتها الفنية
على الرغم من أنها بدأت مشوارها الفني منذ سنوات طويلة ألا أنها لم تدخل عالم الأضواء إلا مؤخرا, كانت البداية من خلال المسلسل التليفزيوني (مود) عام 1974, وتوالى الظهور في المسلسلات التي غلبت عليها طابع الكوميديا مثل (تو أند آه هاف مين) الذي نالت عنه جائزة مناصفة مع بعض أبطال العمل، كما رشحت لجوائز عنه أيضا كأفضل ممثلة مساعدة، واكتسبت كونشاتا شهرة تدريجية حتى اجتذبها بعض مخرجي السينما وقدمت العديد من الأفلام التي لاقت نجاحا كبيرا، كما شاركت أيضا في فيلم (فرانكنويني) بالأداء الصوتي لشخصية والدة بوب.

## روابط خارجية
- كونشاتا فيريل على موقع IMDb (الإنجليزية)
- كونشاتا فيريل على موقع ميتاكريتيك (الإنجليزية)
- كونشاتا فيريل على موقع روتن توميتوز (الإنجليزية)
- كونشاتا فيريل على موقع ألو سيني (الفرنسية)
- كونشاتا فيريل على موقع تيرنر كلاسيك موفيز (الإنجليزية)
- كونشاتا فيريل على موقع أول موفي (الإنجليزية)
- كونشاتا فيريل على موقع قاعدة بيانات برودواي على الإنترنت (الإنجليزية)
- كونشاتا فيريل على موقع قاعدة بيانات الأفلام السويدية (السويدية)
- كونشاتا فيريل على موقع إن إن دي بي (الإنجليزية)
- كونشاتا فيريل على موقع قاعدة بيانات الفيلم (الإنجليزية)